# إنديفور (مكوك فضاء)
إنديفور (بالإنجليزية: Space Shuttle Endeavour) (تعيين ناسا: OV-105) مكوك فضاء شيد من قبل وكالة ناسا سنة 1987، وبدأ الخدمة وأولى رحلاتة في مايو 1992، هو المكوك الخامس والأخير حتى الآن قامت ناسا بإنشاؤه، آخر بعثة فضائية للمكوك جرت في مايو 2011 وكانت الرحلة رقم 25 للمكوك ورقمها إس تي إس 134.
في عام 1987 وافق الكونغرس على إنشاء مكوك فضاء ليحل محل مكوك الفضاء شالنجر بعد كارثة تحطم شالنجر، وقد استعمل في بناء إنديفور قطع من مكوكيّ ديسكفري وأتلانتيس كقطع غيار، كنوع من تقليل التكلفة.

## نظرة تاريخية
سُمي هذا المكوك المداري على اسم السفينة البريطانية إتش إم إس إنديفور، وهي السفينة التي حملت الكابتن جيمس كوك في رحلته الاستكشافية الأولى (1768-1771). هذا هو سبب تهجئة الاسم باللهجة الإنجليزية البريطانية، بدلاً من اللهجة الأمريكية. وقد تسبب هذا في حدوث ارتباك، بما في ذلك عندما أخطأت ناسا نفسها في كتابة الاسم على لوحةٍ على منصة الإطلاق عام 2007. حمل مكوك الفضاء قطعة من الخشب الأصلي من سفينة كوك داخل قمرة القيادة. كرّم الاسم أيضاً مركبة إنديفور، والتي هي وحدة القيادة في مهمة أبولو 15، والتي سميت أيضاً نسبةً لسفينة كوك.
اختير اسم مكوك إنديفور من خلال مسابقة وطنية شارك فيها طلاب المدارس الابتدائية والثانوية. تضمنت المسابقة كتابة مقالٍ عن الاسم، والقصة وراءه، ولماذا يُعتبر مناسبًا لمكوك ناسا، والمشروع الذي دعم الاسم. كان إنديفور هو الاسم الأكثر شعبية، إذ مثّل ثُلث الفائزين على مستوى الولايات. كان الفائزان الوطنيان هما مدرسة سيناتوبيا المتوسطة في سيناتوبيا، ميسيسيبي، من قسم المرحلة الابتدائية ومدرسة شلالات تالوله في شلالات تولولا، جورجيا، من قسم المرحلة العليا. كُرمت المدرستان في العديد من الاحتفالات في العاصمة واشنطن، بما في ذلك حفل أُقيم في البيت الأبيض حيث قدم الرئيس جورج أتش. دابيليو. بوش في ذلك الوقت الجوائز لكل مدرسة.
سُلّم مكوك إنديفور من قِبل قسم أنظمة النقل الفضائي الخاص بتكتل روكويل إنترناشونال الصناعي في مايو عام 1991 وأُطلق لأول مرة بعد عام، في مايو 1992، في مهمة أس تي أس – 49. ادعت شركة روكويل إنترناشونال أنها لم تحقق أي ربحٍ من مكوك إنديفور، على الرغم من أنّ تكاليف البناء بلغت 2.2 مليار دولار أمريكي.

## مهام المكوك
في مهمته الأولى، قام المكوك بالتقاط قمر انتلسات الصناعي السادس للاتصالات وأعادت نشره بعدما علِق. سافرت أول رائدة فضاء أمريكي من أصل أفريقي، ماي جيسون، إلى الفضاء في مهمة أس تي أس – 47 في 12 سبتمبر 1992.
حلّق إنديفور في أول مهمة له، أس تي أس – 61، لخدمة تلسكوب هابل الفضائي في عام 1993. وفي عام 1997، سُحب من الخدمة لمدة ثمانية أشهر لإجراء تحديثاتٍ عليه، بما في ذلك تركيب غرفة ضغط جديدة. في ديسمبر 1998، أوصل المكوك وحدة يونيتي إلى محطة الفضاء الدولية.
بدأت آخر فترة تعديلٍ رئيسي للمركبة المدارية لمكوك إنديفور في ديسمبر 2003 وانتهت في 6 أكتوبر 2005. خلال تلك الفترة، تلقى إنديفور ترقيات كبيرةٍ في أجهزته، بما في ذلك نظام عرض إلكتروني جديد متعدد الوظائف، يشار إليه غالباً باسم قمرة القيادة الزجاجية، وجهاز استقبال تحديد مواقع عالمي متقدم، إلى جانب تحسيناتٍ في السلامة أوصى بها مجلس التحقيق في حادثة كولومبيا (سي إيه آي بي) من أجل رحلة عودة المكوك بعد تحطم مكوك كولومبيا أثناء دخوله في الغلاف الجوي في 1 فبراير 2003.
حملت مهمة أس تي أس – 118، مهمة إنديفور الأولى بعد تحديثه، رائدة الفضاء باربرا مورجان، التي اختيرت ضمن مشروع المعلم في الفضاء، وأصبحت لاحقاً عُضوةً في فيلق رواد الفضاء من 1998 إلى 2008، كجزءٍ من الطاقم. كانت مورغان رائدة الفضاء الاحتياطية لكريستا مكوليف التي قُتلت في مهمة أس تي أس - 51 - أل الفاشلة في عام 1986.

## المهمات الأخيرة
انطلق مكوك إنديفور في مهمته الأخيرة، أس تي أس - 134، إلى محطة الفضاء الدولية في مايو 2011. بعد إكمال المهمة، خرج مكوك إنديفور من الخدمة رسمياً.
كان من المفترض إطلاق مهمة أس تي أس – 134 في أواخر عام 2010، ولكن ناسا أصدرت في 1 يوليو بياناً أعلنت فيه عن إعادة جدولة المهمة لتنطلق في 27 فبراير 2011.
قالت ناسا في بيان: «عُدلت التواريخ المستهدفة لأنّ أجهزة الحمولة المُهمة لن تكون جاهزةً في الوقت المناسب لموعد الإطلاق المقرر في 16 سبتمبر.» مع تأجيل إطلاق مكوك ديسكفري إلى نوفمبر، «فلا يمكن لمهمة إنديفور أن تنطلق كما هو مخطط لها، وبالتالي فإن نافذة الإطلاق التالية ستكون في فبراير 2011،» وفقاً لما قالته ناسا، مضيفةً أنّ تواريخ الإطلاق كانت عرضةً للتغيير.
تم تأجيل الإطلاق حتى أبريل لتفادي تعارضٍ في الجدولة مع مركبة إمداد روسية متجهة إلى محطة الفضاء الدولية. لم يجر إطلاق أس تي أس – 134 حتى 16 مايو في الساعة 08:56 بتوقيت شرق الولايات المتحدة.
هبطت إنديفور في مركز كينيدي للفضاء في الساعة 06:34 بالتوقيت العالمي المنسق في 1 يونيو 2011، مُنهيةً بذلك مهمتها الأخيرة. كانت تلك المرة الخامسة والعشرين التي يهبط فيها مكوكٌ فضائي في الليل. خلال تاريخ خدمته، حلّق إنديفور مسافة 122883151 ميل وقضى 299 يوماً في الفضاء. خلال آخر مهمةٍ لإنديفور، غادرت المركبة الفضائية الروسية سويوز تي أم أيه – 20 محطة الفضاء الدولية وتوقفت على بُعد مسافة 200 متر. التقط رائد الفضاء الإيطالي باولو نيسبولي سلسلة من الصور ومقاطع الفيديو من محطة الفضاء الدولية أثناء التحامها مع إنديفور. كانت هذه هي المرة الثانية اُلتقط فيها صورٌ للمكوك وهو مُلتحم بمركبةٍ أخرى وكانت المرة الأولى منذ عام 1996. كان القائد مارك كيلي آخر رائد فضاءٍ يخرج من إنديفور بعد الهبوط، وبقي الطاقم على مدرج الهبوط للتوقيع للمعجبين والتقاط الصور.
كانت أس تي أس – 134 المهمة قبل الأخيرة لبرنامج مكوك الفضاء. إذ جُدولت مهمة أس تي أس – 135 في يناير 2011، وفي يوليو من نفس العام حلّق مكوك أتلانتس للمرة الأخيرة.

## مركز كاليفورنيا للعلوم
يقع إنديفور حالياً في جناح صموئيل أوشين في مركز كاليفورنيا للعلوم في حديقة المعرض في جنوب لوس أنجلوس على بعد ميلين تقريباً جنوب وسط مدينة لوس أنجلوس. يضم معرضٌ مصاحب، يُسمى «إنديفور: قصة كاليفورنيا»، صوراً وتحفاً تربط برنامج مكوك الفضاء بولاية كاليفورنيا، حيث بُنيت المركبة المدارية في الأصل. خُطط بناء منشأة جديدة تضم إنديفور وهو مُتصلٌ بخزان وقود خارجي (آخر الخزانات المُتبقية بعدما دُمرت الخزانات الأخرى جميعها أثناء عمليات الإطلاق) وصاروخان مُعززان يعملان بالوقود الصلب (أس آر بي) في وضعية الوقوف للأعلى، كما لو كان مكوك انديفور يستعد لرحلةٍ أخرى. اعتباراً من أبريل 2019، يُعرض إنديفور في المتحف، في حين يُخزن صاروخا أس آر بي، ويُعرض الخزان الخارجي إي تي - 94: يجري حالياً ترميم خزّان إي تي - 94 بعد استخدامه لتحليل الرغوة الموجودة في الخزان المُشابه له، الذي لعب دوراً في فشل مهمة أس تي أس – 107.
| شعارات بعثات إنديفور | شعارات بعثات إنديفور | شعارات بعثات إنديفور | شعارات بعثات إنديفور | شعارات بعثات إنديفور |
| -------------------- | -------------------- | -------------------- | -------------------- | -------------------- |
|                      |                      |                      |                      |                      |
| إس تي إس-49          | إس تي إس-47          | إس تي إس-54          | إس تي إس-57          | إس تي إس-61          |
|                      |                      |                      |                      |                      |
| إس تي إس-59          | إس تي إس-68          | إس تي إس-67          | إس تي إس-69          | إس تي إس-72          |
|                      |                      |                      |                      |                      |
| إس تي إس-77          | إس تي إس-89          | إس تي إس-88          | إس تي إس-99          | إس تي إس-97          |
|                      |                      |                      |                      |                      |
| إس تي إس-100         | إس تي إس-108         | إس تي إس-111         | إس تي إس-113         | إس تي إس-118         |
|                      |                      |                      |                      |                      |
| إس تي إس-123         | إس تي إس-126         | إس تي إس-127         | إس تي إس-130         | إس تي إس-134         |

## وصلات خارجية
- معلومات ورحلات إنديفور من موقع وكالة ناسا